# Panama-jernbanen
Panama-jernbanen (Panama Canal Railway Company) er en jernbanestrækning, der forbinder atlanterhavskysten med stillehavskysten gennem Panama i Mellemamerika. Banen strækker sig over 77 km på Panamatangen, fra Colón til Panama City (over Gatún, Bujio, Barbacoas, Matachin og Summit).
Ved sin åbning i 1855 var banen kendt som den inter-oceaniske jernbane, den blev senere beskrevet som verdens første transkontinentale jernbane.
Anlæggelsen af jernbanen begyndte i 1850, og den 28. januar 1855 kunne hele strækningen tages i brug. Den primære årsag til anlæggelsen af banen var guldfeberen i Californien i 1848, som betød en kraftig stigning i transporten til Californien. Et halvt århundrede senere, var jernbanen af vital betydning i konstruktionen af Panamakanalen, der følger en parallel rute.
Efter anden verdenskrig blev der ikke foretaget mange forbedringer af jernbanen. Banen begyndte at forfalde efter USA's regering i 1979 overlod den til Panamas regering. Den 19. juni 1998 overgik kontrollen med jernbanen til det private selskab Panama Canal Railway Company (PCRC), et konsortium ejet af Kansas City Southern Railroad og det privatejede selskab Lanigan Holdings, LLC.
I 2000 og 2001 blev banen opgraderet i et stort projekt med det formål at kunne håndtere store shipping-containere, som et supplement til fragt på Panamakanalen. Banen er nu etsporet med nogle strategisk placerede dobbeltsporede delstrækninger. Oprindelig var sporvidden 1.524 mm, men ved 2000-2001-projektet fik den normalspor (1.435 mm), for at kunne anvende standardudstyr.